# Französische Rechtschreibreform von 1990

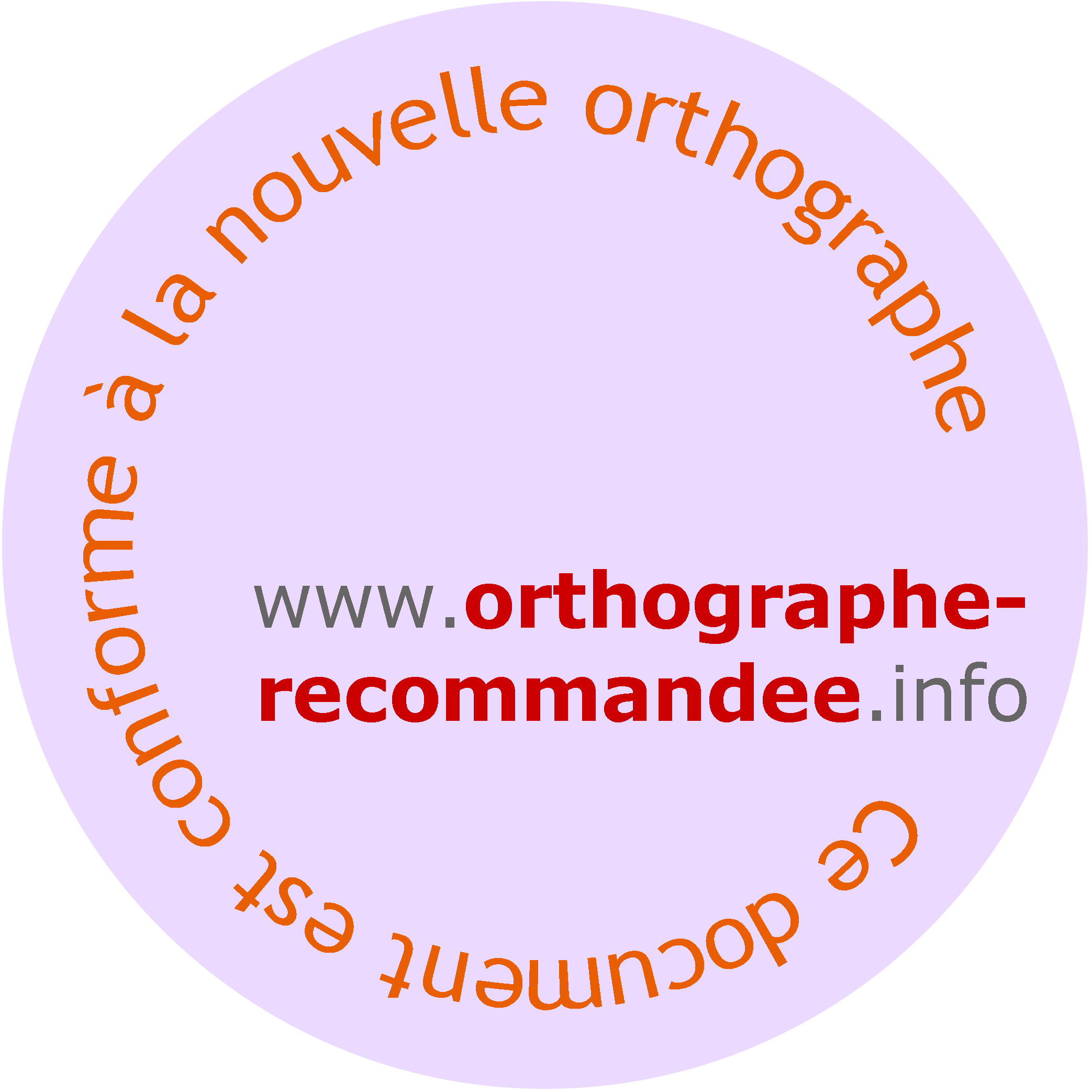
Logo für Dokumente in der neuen Rechtschreibung

Die französische Rechtschreibreform (französisch Rectification de l'orthographe du français) ist ein in den Jahren 1989 und 1990 erarbeiteter Katalog, der gewisse Änderungen der französischen Rechtschreibung empfiehlt. Die Änderungen sind jedoch bisher in keiner Weise verpflichtend und werden in der täglichen Praxis (Presse, Medien, Belletristik, Schulen, Universitäten usw.) kaum angewendet. Es wurde auch ein Logo geschaffen, mit dem die in der neuen Rechtschreibung abgefassten Dokumente gekennzeichnet werden sollen. Auch dieses Logo wird kaum verwendet. 

## Geschichte
Nach verschiedenen Ansätzen zur Reform der französischen Rechtschreibung im Laufe des 20. Jahrhunderts beauftragte 1989 der damalige Premierminister Michel Rocard den von ihm geschaffenen Conseil supérieur de la langue française („Oberster Rat der französischen Sprache“), in dem namhafte Experten der französischen Sprache (neben Franzosen auch französischsprachige Belgier und Kanadier) vertreten waren, mit der Ausarbeitung von Reformvorschlägen zu gewissen Schreibungen des Französischen. Der Rat lieferte im Juni 1990 seine Empfehlungen ab, die nach verschiedenen Konsultationen von der französischen Regierung im Dezember 1990 veröffentlicht wurden.
1991 wurden die neuen Regelungen schließlich im Journal officiel de la République française (Gesetzblatt) verkündet.
Insgesamt zielen die Veränderungen auf den Wegfall überflüssiger Ausnahmen.

## Die neuen Regeln im Einzelnen
Pluralbildung
Einzelne Wörter bilden einen regelmäßigen Plural auf -s: les scénarios (alt: les scénarii), les après-midis (alt: les après-midi), les matchs (alt: les matches).
Zahlwörter
Alle Bestandteile einer Zahl werden mit einem Bindestrich verbunden; dies ist in der bisherigen Schreibung nicht in allen Fällen so: trois-cents (alt: trois cents), dix-mille-neuf-cent-quatre-vingt-deux (alt: dix mille neuf cent quatre-vingt-deux).
Wörter mit Akzent
Der teils etymologisch begründete accent circonflexe auf i und u entfällt in vielen Fällen: paraitre (alt: paraître), cout (alt: coût). Er verbleibt jedoch in einigen Konjugationsformen – passé simple (nous vînmes; vous eûtes), imparfait du subjonctif (qu'il dût; qu'elle fît) – sowie zur lexikalischen Unterscheidung, z. B. sûr „sicher“, sur „auf“.
Trema auf dem u
In den Kombinationen -gui- und -gue- wird das Trema auf das u vorgezogen: aigüe, ambigüité (alt: aiguë und ambiguïté).
Wörter mit Bindestrich
Einige Komposita mit Bindestrich werden zu einem Wort verschmolzen: portemonnaie (alt: porte-monnaie) analog zur bereits bestehenden Schreibung portefeuille.
Konjugation
Die Konjugation der Verben auf -eler und -eter folgt der allgemeinen Regel nach dem Muster acheter > il achète: amonceler > il amoncèle (alt: il amoncelle). Ausnahmen sind die Verben appeler und jeter sowie ihre Ableitungen (z. B. rappeler, épeler; rejeter), die den letzten Konsonanten in bestimmten Fällen verdoppeln (z. B. il appelle).
Einzelfälle
In Einzelfällen wird eine Schreibung an bestehende Muster angepasst: évènement (alt: événement) in Anlehnung an die Schreibung avènement sowie an die Aussprache; ognon (alt: oignon) in Anlehnung an die Aussprache; dissout (alt: dissous) in Anlehnung an die feminine Form dissoute; assoir (alt: asseoir) in Anlehnung an il s'assoit.
Fremdwörter
Einige Fremdwörter erhalten einen Akzent, der der Aussprache entspricht: révolver (alt: revolver).